# European Challenge Cup 1999-2000
La European Challenge Cup 1999-2000 (in inglese 1999–2000 European Challenge Cup; in francese Challenge européen 1999-2000) fu la 4ª edizione della European Challenge Cup, competizione per club di rugby a 15 organizzata da European Rugby Cup come torneo cadetto della Heineken Cup.
Si tenne dal 19 novembre 1999 al 28 maggio 2000 tra 28 formazioni, di cui 27 squadre di club e il XV nazionale della Spagna.
Le rientranti inglesi furono 6, mentre a rappresentare la Francia furono 11 squadre.
5 furono le rappresentanti gallesi, mentre Irlanda, Romania e Spagna (con la propria selezione nazionale) figurarono con una squadra ciascuna; le rimanenti tre formazioni furono italiane.
Per la quarta volta consecutiva la finale fu un monologo francese, tra Pau e Castres con vittoria dei primi per 34-21 nella finale di Tolosa, anche se le semifinali furono un doppio confronto anglo-francese tra le due finaliste e rispettivamente Bristol e London Irish.
Agen poteva essere l'ennesima francese a comporre il tabellone degli quarti che già ne vedeva in lizza quattro, se non fosse sopraggiunta una squalifica di quattro punti per irregolarità di tesseramento che spianò la strada ai play-off ai citati London Irish.

## Formula
Le 28 squadre furono suddivise in 7 gironi da quattro squadre ciascuno, ognuna delle quali dovette affrontare in gara di andata e ritorno tutti gli altri avversari.
Passarono ai quarti di finale la prima classificata di ciascuno dei sette gironi, più la seconda miglior classificata, che accedette ai play-off con il rango più basso e fu destinata a incontrare la migliore delle prime.
Le semifinali si tennero tra le vincitrici dei quattro quarti di finale.
La finale si tenne ai Sept Deniers di Tolosa.
Tutte le gare a eliminazione si tennero in partita unica.

## Squadre partecipanti
| Girone 1                                                                                                 | Girone 2                                                                         | Girone 3                                                                                 | Girone 4                                                                        | Girone 5                                                                        | Girone 6                                                                               | Girone 7                                                                              |
| --- | -------------------------------------------------------------------------------- | ---------------------------------------------------------------------------------------- | ------------------------------------------------------------------------------- | ------------------------------------------------------------------------------- | -------------------------------------------------------------------------------------- | ------------------------------------------------------------------------------------- |
| - Dax (Francia) - Bordeaux-Bègles-Gironde (Francia) - Bristol (Inghilterra) - Amat. & Calvisano (Italia) | - Castres (Francia) - Newport (Galles) - Bedford (Inghilterra) - Rovigo (Italia) | - Pau (Francia) - Perpignano (Francia) - Caerphilly (Galles) - Sale Sharks (Inghilterra) | - Tolone (Francia) - Ebbw Vale (Galles) - Connacht (Irlanda) - Steaua (Romania) | - Biarritz (Francia) - Bridgend (Galles) - Gloucester (Inghilterra) - Spagna XV | - Aurillac (Francia) - Narbonne (Francia) - Dunvant (Galles) - Newcastle (Inghilterra) | - Agen (Francia) - Brive (Francia) - London Irish (Inghilterra) - Rugby Roma (Italia) |

## Fase a gironi

### Girone A
| Data       | Incontro                    | Risultato |
| ---------- | --------------------------- | --------- |
| 20-11-1999 | Calvisano — Bordeaux-Bègles | 16-25     |
| 20-11-1999 | Dax — Bristol               | 21-28     |
| 26-11-1999 | Bordeaux-Bègles — Dax       | 33-19     |
| 28-11-1999 | Bristol — Calvisano         | 20-6      |
| 10-12-1999 | Bristol — Bordeaux-Bègles   | 27-19     |
| 11-12-1999 | Dax — Calvisano             | 33-6      |
| 17-12-1999 | Bordeaux-Bègles — Bristol   | 28-14     |
| 18-12-1999 | Calvisano — Dax             | 9-18      |
| 8-1-2000   | Calvisano — Bristol         | 9-26      |
| 8-1-2000   | Dax — Bordeaux-Bègles       | 25-20     |
| 14-1-2000  | Bordeaux-Bègles — Calvisano | 33-23     |
| 16-1-2000  | Bristol — Dax               | 50-13     |

#### Classifica
| Pos | Squadra                 | G | V | N | P | PF  | PS  | P±  | PT |
| --- | ----------------------- | - | - | - | - | --- | --- | --- | -- |
| A1  | Bristol                 | 6 | 5 | 0 | 1 | 165 | 96  | 69  | 10 |
| A2  | Bordeaux-Bègles-Gironde | 6 | 4 | 0 | 2 | 158 | 124 | 34  | 8  |
| A3  | Dax                     | 6 | 3 | 0 | 3 | 129 | 146 | −17 | 6  |
| A4  | Amat. & Calvisano       | 6 | 0 | 0 | 6 | 69  | 155 | −86 | 0  |

### Girone B
| Data       | Incontro          | Risultato |
| ---------- | ----------------- | --------- |
| 20-11-1999 | Bedford — Newport | 28-18     |
| 20-11-1999 | Castres — Rovigo  | 27-12     |
| 27-11-1999 | Newport — Castres | 22-26     |
| 28-11-1999 | Rovigo — Bedford  | 24-33     |
| 10-12-1999 | Bedford — Castres | 25-60     |
| 11-12-1999 | Newport — Rovigo  | 26-10     |
| 18-12-1999 | Castres — Bedford | 56-6      |
| 19-12-1999 | Rovigo — Newport  | 15-23     |
| 8-1-2000   | Castres — Newport | 21-3      |
| 9-1-2000   | Bedford — Rovigo  | 10-20     |
| 15-1-2000  | Newport — Bedford | 45-19     |
| 16-1-2000  | Rovigo — Castres  | 26-59     |

#### Classifica
| Pos | Squadra | G | V | N | P | PF  | PS  | P±   | PT |
| --- | ------- | - | - | - | - | --- | --- | ---- | -- |
| B1  | Castres | 6 | 6 | 0 | 0 | 249 | 94  | 155  | 12 |
| B2  | Newport | 6 | 3 | 0 | 3 | 137 | 119 | 18   | 6  |
| B3  | Bedford | 6 | 2 | 0 | 4 | 121 | 223 | −102 | 4  |
| B4  | Rovigo  | 6 | 1 | 0 | 5 | 107 | 178 | −71  | 2  |

### Girone C
| Data       | Incontro                 | Risultato |
| ---------- | ------------------------ | --------- |
| 20-11-1999 | Caerphilly — Pau         | 21-33     |
| 20-11-1999 | Sale Sharks — Perpignano | 16-28     |
| 27-11-1999 | Pau — Sale Sharks        | 30-12     |
| 27-11-1999 | Perpignano — Caerphilly  | 53-76     |
| 11-12-1999 | Sale Sharks — Caerphilly | 51-14     |
| 12-12-1999 | Perpignano — Pau         | 18-13     |
| 18-12-1999 | Caerphilly — Sale Sharks | 10-31     |
| 18-12-1999 | Pau — Perpignano         | 28-16     |
| 8-1-2000   | Caerphilly — Perpignano  | 17-39     |
| 8-1-2000   | Sale Sharks — Pau        | 35-53     |
| 14-1-2000  | Pau — Caerphilly         | 72-12     |
| 15-1-2000  | Perpignano — Sale Sharks | 46-23     |

#### Classifica
| Pos | Squadra     | G | V | N | P | PF  | PS  | P±   | PT |
| --- | ----------- | - | - | - | - | --- | --- | ---- | -- |
| C1  | Pau         | 6 | 5 | 0 | 1 | 229 | 114 | 115  | 10 |
| C2  | Perpignano  | 6 | 5 | 0 | 1 | 200 | 104 | 96   | 10 |
| C3  | Sale Sharks | 6 | 2 | 0 | 4 | 168 | 181 | −13  | 4  |
| C4  | Caerphilly  | 6 | 0 | 0 | 6 | 81  | 279 | −198 | 0  |

### Girone D
| Data       | Incontro             | Risultato |
| ---------- | -------------------- | --------- |
| 19-11-1999 | Ebbw Vale — Connacht | 32-9      |
| 20-11-1999 | Steaua — Tolone      | 19-30     |
| 27-11-1999 | Steaua — Connacht    | 30-20     |
| 27-11-1999 | Tolone — Ebbw Vale   | 19-21     |
| 10-12-1999 | Ebbw Vale — Steaua   | 58-27     |
| 11-12-1999 | Connacht — Tolone    | 27-13     |
| 18-12-1999 | Steaua — Ebbw Vale   | 27-43     |
| 18-12-1999 | Tolone — Connacht    | 41-15     |
| 8-1-2000   | Connacht — Steaua    | 41-7      |
| 8-1-2000   | Ebbw Vale — Tolone   | 56-26     |
| 15-1-2000  | Connacht — Ebbw Vale | 19-42     |
| 15-1-2000  | Tolone — Steaua      | 49-10     |

#### Classifica
| Pos | Squadra   | G | V | N | P | PF  | PS  | P±   | PT |
| --- | --------- | - | - | - | - | --- | --- | ---- | -- |
| D1  | Ebbw Vale | 6 | 6 | 0 | 0 | 252 | 127 | 125  | 12 |
| D2  | Tolone    | 6 | 3 | 0 | 3 | 178 | 148 | 30   | 6  |
| D3  | Connacht  | 6 | 2 | 0 | 4 | 131 | 165 | −34  | 4  |
| D4  | Steaua    | 6 | 1 | 0 | 5 | 120 | 241 | −121 | 2  |

### Girone E
| Data       | Incontro               | Risultato |
| ---------- | ---------------------- | --------- |
| 20-11-1999 | Bridgend — Spagna XV   | 32-9      |
| 20-11-1999 | Gloucester — Biarritz  | 22-13     |
| 27-11-1999 | Biarritz — Bridgend    | 29-6      |
| 28-11-1999 | Spagna XV — Gloucester | 19-42     |
| 8-12-1999  | Spagna XV — Biarritz   | 3-59      |
| 11-12-1999 | Bridgend — Gloucester  | 29-29     |
| 15-12-1999 | Gloucester — Bridgend  | 23-6      |
| 18-12-1999 | Biarritz — Spagna XV   | 57-10     |
| 8-1-2000   | Bridgend — Biarritz    | 11-30     |
| 8-1-2000   | Gloucester — Spagna XV | 47-7      |
| 15-1-2000  | Biarritz — Gloucester  | 39-25     |
| 16-1-2000  | Spagna XV — Bridgend   | 19-24     |

#### Classifica
| Pos | Squadra    | G | V | N | P | PF  | PS  | P±   | PT |
| --- | ---------- | - | - | - | - | --- | --- | ---- | -- |
| E1  | Biarritz   | 6 | 5 | 0 | 1 | 227 | 77  | 150  | 10 |
| E2  | Gloucester | 6 | 4 | 1 | 1 | 188 | 113 | 75   | 9  |
| E3  | Bridgend   | 6 | 2 | 1 | 3 | 113 | 151 | −38  | 5  |
| E4  | Spagna XV  | 6 | 0 | 0 | 6 | 79  | 266 | −187 | 0  |

### Girone F
| Data       | Incontro             | Risultato |
| ---------- | -------------------- | --------- |
| 21-11-1999 | Aurillac — Dunvant   | 53-22     |
| 21-11-1999 | Narbona — Newcastle  | 19-20     |
| 27-11-1999 | Dunvant — Narbona    | 16-42     |
| 28-11-1999 | Newcastle — Aurillac | 55-7      |
| 11-12-1999 | Dunvant — Newcastle  | 26-45     |
| 12-12-1999 | Aurillac — Narbona   | 18-15     |
| 18-12-1999 | Narbona — Aurillac   | 36-20     |
| 19-12-1999 | Newcastle — Dunvant  | 51-10     |
| 8-1-2000   | Narbona — Dunvant    | 30-3      |
| 9-1-2000   | Aurillac — Newcastle | 17-10     |
| 14-1-2000  | Newcastle — Narbona  | 19-11     |
| 15-1-2000  | Dunvant — Aurillac   | 15-10     |

#### Classifica
| Pos | Squadra   | G | V | N | P | PF  | PS  | P±   | PT |
| --- | --------- | - | - | - | - | --- | --- | ---- | -- |
| F1  | Newcastle | 6 | 5 | 0 | 1 | 200 | 90  | 110  | 10 |
| F2  | Narbonne  | 6 | 3 | 0 | 3 | 153 | 96  | 57   | 6  |
| F3  | Aurillac  | 6 | 3 | 0 | 3 | 125 | 153 | −28  | 6  |
| F4  | Dunvant   | 6 | 1 | 0 | 5 | 92  | 231 | −139 | 2  |

### Girone G
| Data       | Incontro                  | Risultato |
| ---------- | ------------------------- | --------- |
| 20-11-1999 | Rugby Roma — Agen         | 26-29     |
| 20-11-1999 | London Irish — Brive      | 37-21     |
| 27-11-1999 | Agen — London Irish       | 28-18     |
| 28-11-1999 | Brive — Rugby Roma        | 64-17     |
| 11-12-1999 | Agen — Brive              | 31-9      |
| 12-12-1999 | Rugby Roma — London Irish | 7-46      |
| 18-12-1999 | Brive — Agen              | 13-28     |
| 18-12-1999 | London Irish — Rugby Roma | 39-13     |
| 8-1-2000   | London Irish — Agen       | 23-22     |
| 8-1-2000   | Rugby Roma — Brive        | 18-43     |
| 15-1-2000  | Agen — Rugby Roma         | 73-13     |
| 16-1-2000  | Brive — London Irish      | 49-31     |

#### Classifica
| Pos | Squadra      | G | V | N | P | PF  | PS  | P±   | PT |
| --- | ------------ | - | - | - | - | --- | --- | ---- | -- |
| G1  | London Irish | 6 | 4 | 0 | 2 | 192 | 140 | 52   | 8  |
| G2  | Agen         | 6 | 5 | 0 | 1 | 211 | 100 | 111  | 6  |
| G3  | Brive        | 6 | 3 | 0 | 3 | 199 | 162 | 37   | 6  |
| G4  | Rugby Roma   | 6 | 0 | 0 | 6 | 94  | 294 | −200 | 0  |

## Fase aplay-off
|  | Quarti di finale | Quarti di finale | Quarti di finale |     |           | Semifinali | Semifinali | Semifinali |  |  | Finale | Finale  | Finale |
|  |                  |                  |                  |     |           |            |            |            |  |  |        |         |        |
|  | 1                | Castres          | 43               |     |           |            |            |            |  |  |        |         |        |
|  | 8                | Perpignano       | 33               |     |           |            |            |            |  |  |        |         |        |
|  | 8                | Perpignano       | 33               |     | 1         | Castres    | 40         |            |  |  |        |         |        |
|  |                  |                  |                  |     | 1         | Castres    | 40         |            |  |  |        |         |        |
|  |                  | 7                | London Irish     | 30  |           |            |            |            |  |  |        |         |        |
|  | 2                | 7                | London Irish     | 30  | Ebbw Vale | 20         |            |            |  |  |        |         |        |
|  | 2                |                  |                  |     | Ebbw Vale | 20         |            |            |  |  |        |         |        |
|  | 7                | London Irish     | 21               |     |           |            |            |            |  |  |        |         |        |
|  |                  |                  |                  |     |           |            |            |            |  |  | 1      | Castres | 21     |
|  |                  |                  | 4                | Pau | 34        |            |            |            |  |  |        |         |        |
|  | 3                | Biarritz         | 29               |     |           |            |            |            |  |  |        |         |        |
|  | 6                | Bristol          | 32               |     |           |            |            |            |  |  |        |         |        |
|  | 6                | Bristol          | 32               |     | 6         | Bristol    | 27         |            |  |  |        |         |        |
|  |                  |                  |                  |     | 6         | Bristol    | 27         |            |  |  |        |         |        |
|  |                  | 4                | Pau              | 51  |           |            |            |            |  |  |        |         |        |
|  | 4                | 4                | Pau              | 51  | Pau       | 36         |            |            |  |  |        |         |        |
|  | 4                |                  |                  |     | Pau       | 36         |            |            |  |  |        |         |        |
|  | 5                | Newcastle        | 20               |     |           |            |            |            |  |  |        |         |        |

### Quarti di finale
| Arbitro: | Robert Davies |

|                           |      |            |
| Arbo Rey Lagouarde Bomati | mt   | Shaw Crane |
| Aucagne (2)               | tr   | Legg (2)   |
| Aucagne (4)               | c.p. | Walder (2) |

| Arbitro: | Joël Jutge |

|                       |      |                   |
| Taumololo J. Williams | mt   |                   |
| Strange (2)           | tr   |                   |
| Strange (2)           | c.p. | J. Cunningham (7) |

| Arbitro: | Chris White |

|                                                        |    |                                 |
| Artiguste Hallinger Sottil Vigneaux Larkin (2) Plisson | mt | Cortez A. Joubert Plana Els (2) |
| Fauqué (3) Sarraméa                                    | tr | Cortez (4)                      |

| Arbitro: | Giovanni Morandin |

|                   |      |                        |
| Lamour Artola (2) | mt   | Short Evans Vander (2) |
| Mazas             | tr   | Vile (3)               |
| Mazas (4)         | c.p. | Vile (2)               |

### Semifinali
| Arbitro: | Antonio Lombardi |

|                         |      |                   |
| Fabre (2) Sottil Albouy | mt   | Harvey Gallagher  |
| Sarraméa (4)            | tr   | J. Cunningham     |
| Sarraméa (3)            | c.p. | J. Cunningham (6) |
| Sarraméa                | drop |                   |

| Arbitro: | David Tyndall |

|                                                     |      |                            |
| Aucagne Bomati Lagouarde Rey Dantiacq (2) Y. Martin | mt   | Marsden Ogilvie-Bull Short |
| Aucagne (5)                                         | tr   | Vile (3)                   |
| Aucagne (2)                                         | c.p. | Vile (2)                   |

### Finale
| Arbitro: | Chris White |

|                                |      |                             |
| Bacqué 3’, 58’ Brusque 5’      | mt   | 42’ Artiguste 57’ Trabadze  |
| Aucagne 3’, 58’                | tr   | 42’ T. Castaignède          |
| Aucagne 1’, 21’, 40’, 66’, 68’ | c.p. | 7’, 39’, 49’ T. Castaignède |